# Nematopsis parapeneopsisi
Nematopsis parapeneopsisi is een soort in de taxonomische indeling van de Myxozoa, een stam van microscopische parasitaire dieren. Het organisme komt uit het geslacht Nematopsis en behoort tot de familie Porosporidae. Nematopsis parapeneopsisi werd in 1934 ontdekt door Setna & Bhatia.